# Верховицька волость
Верховицька волость — адміністративно-територіальна одиниця Берестейського повіту Гродненської губернії Російської імперії. Волосний центр — село Верховичі.
На 1885 р. у волості налічувалось 22 села (об'єднаних у 20 громад), 724 двори, 3 292 чоловіки і 3 220 жінок, 17 567 десятин землі (11 221 десятина орної).
За Берестейським миром, підписаним 9 лютого 1918 року територія волості ввійшла до складу Української Народної Республіки.

## У складі Польщі
Після окупації в лютому 1919 р. поляками Полісся волость назвали ґміна Вєжховіце, входила до Берестейського повіту Поліського воєводства Польської республіки. Центром ґміни було село Верховичі.
За переписом 1921 року в 38 поселеннях ґміни налічувалось 838 будинків і 4041 мешканець (182 римокатолики, 3783 православні, 3 протестанти і 73 юдеї).
Розпорядженням Міністра внутрішніх справ Польщі 23 березня 1928 р. до ґміни приєднано частину ліквідованої ґміни Половце.
1 квітня 1932 р. села Русили і Гершони та село, колонія і військове селище Лісовчиці вилучені з ґміни ґміни Ратайчице і приєднані до ґміни Вєжховіце. Натомість вилучено село Зубачі (попередньо передане у складі частини ліквідованої ґміни Половце) та передано до ґміни Високє Літевскє.
Волость (ґміна) ліквідована 15 січня 1940 року через утворення Високівського району.